# O Que Esperar Quando Você Está Esperando
O Que Esperar Quando Você Está Esperando é um livro guia para gestantes, de autoria de Arlene Eisenberg, Heidi Murkoff e Sandee Hathaway, publicado originalmente em 1984, estando em sua quarta edição. No Brasil é publicado pela editora Record e conta mais de 13 milhões de cópias vendidas até 2005, vendeu aproximadamente 7 milhões de livros no exterior e 7 milhões nos Estados Unidos. 
No formato de perguntas e respostas, desde os primeiros sintomas de uma possível gravidez, com capítulos dedicados a cada mês de gestação, até suas possíveis dúvidas existentes até o dia do parto, e mesmo depois, no puerpério.  
O livro trata dos sintomas físicos e emocionais deste maravilhoso período que deveria ser de puro prazer e curtição para a mãe, contudo é, para as marinheiras de primeira viagem, e até mesmo para muitas mães e pais experientes, um período de grandes aflições e medo ao que pode acontecer ao bebê tão esperado.
Afinal, assim surgiu o nascimento do livro, com o nascimento de um dos filhos de uma das autoras, num período recheado de muitas dúvidas e medos, nasceu com a criança a ideia de publicar o livro, que se tornou uma bíblia sobre o assunto ao leitor leigo.
O livro orienta mesmo sobre o que esperar dos médicos, nas visitas periódicas ou de emergência.
Os autores tiveram o zelo de dedicarem um capítulo sobre nutrição e dietas durante a gravidez.
As novas edições do livro foram se modernizando e as perguntas das leitoras que não havia nas primeiras edições foram sendo acrescentas com suas respectivas respostas, bem como os recursos da medicina moderna para cada tipo de dúvida a ser respondido à gestante.
Na primeira edição surtiu muitos ciúmes de alguns médicos que defendiam que o livro poderia gerar a paranoia em função das patologias existentes, e o livro procura ser o mais abrangente nesse aspecto; também houve críticas pela defesa na exclusividade da orientação médica, bem como as primeiras edições trouxeram dietas muito rígidas para as gestantes. Tais impressões foram corrigidas nas edições subsequentes, havendo reformulação nas edições posteriores e revisão por parte do Dr Richard Aubry, diretor e professor do Upstate Medical University, Syracuse, Nova York.
A obra traz um apêndice com os exames comum feitos durante a gravidez e um índice remissivo para busca dos assuntos nessa obra com aproximadamente 800 páginas

## Adaptação para o cinema
O filme com o mesmo título, baseado nos livros de autoajuda de Heidi Murkoff, O que esperar quando você está esperando, foi lançado em agosto de 2012 com elenco que incluí, Chris Rock, Anna Kendrick, Brooklyn Decker, Isla Fisher, Cameron Diaz e Rodrigo Santoro. O roteiro adaptado por Shauna Cross e Heather Hach, com direção do perito em comédias românticas Kirk Jones. Como é de se esperar, o filme abordará a vida de alguns casais que estão a espera de seus bebês. Sendo confirmado a participação de Rodrigo Santoro no elenco, contracenando como o marido de Jennifer Lopez na opção Plano B,  a adoção de um bebê.

## Outras obras
- O Que a Comer Quando Você Está Esperando (1986)
- Comer Bem Quando Você Está Esperando (2005; continuação de "O que a comer quando você está esperando)
- O Que Esperar dos Primeiros Anos (1989)